# Joodse begraafplaats (Urmond)
De Joodse begraafplaats van Urmond in de Nederlandse provincie Limburg bevindt zich langs het Kloosterpad. Qua hoeveelheid grafstenen is het de kleinste van Limburg, met slechts één bewaarde grafsteen.
Het graf is dat van Soesman Wolf (Roermond, 18 oktober 1833 - Berg, 2 oktober 1892). Er staan zowel Nederlandse als Hebreeuwse teksten op de grafsteen. Van Wolf is verder het volgende bekend: hij huwde op 6 september 1865 met de toen 20-jarige Sophia Hertz. Het paar kreeg 15 kinderen. Het beroep van Wolf was koopman.
Ongetwijfeld zullen er meerdere mensen begraven zijn. De begraafplaats werd immers reeds in 1828 vermeld. Bovendien loopt de grond flink omhoog, hetgeen een aanwijzing is dat er mogelijk is begraven in meerdere lagen.
Urmond heeft overigens nooit een eigen Joodse Gemeenschap gehad. Ze behoorde tot de Joodse Gemeenschap van Beek.
De begraafplaats is vrij toegankelijk, maar zeer lastig te zien vanaf de openbare weg. De ingang bevindt zich aan een klein zijpaadje in een bocht van het Kloosterpad.